# キング・ソロモン (1950年の映画)
『キング・ソロモン』（原題：英語: King Solomon's Mines）は、1950年に製作・公開されたアメリカ映画である。

## 概要
1937年にポール・ロブスン主演によりイギリスで映画化されたヘンリー・ライダー・ハガードの小説『ソロモン王の洞窟』の再映画化であり、コンプトン・ベネットとアンドリュー・マートンが共同監督、デボラ・カーとスチュワート・グレンジャーが主演した。
当時イギリス領だったケニア・タンガニーカ・ウガンダとベルギー領コンゴでロケーションを行い、テクニカラー作品として製作されている。

## キャスト
| 役名                     | 俳優                       | 日本語吹替 | 日本語吹替   |
| 役名                     | 俳優                       | NHK版      | フジテレビ版 |
| ------------------------ | -------------------------- | ---------- | ------------ |
| エリザベス・カーティス   | デボラ・カー               | 富田恵子   | 喜多道枝     |
| アラン・クォーターメイン | スチュワート・グレンジャー | 田口計     | 井上孝雄     |
| ジョン・グード           | リチャード・カールソン     | 堀勝之祐   |              |
| ヴァン・ブリュン/スミス  | ヒューゴー・ハース         |            |              |

- NHK版：初回放送1973年11月14日 20:00-21:30『劇映画』[2]
- フジテレビ版：初回放送1973年11月14日 21:00-22:54『ゴールデン洋画劇場』

## スタッフ
- 監督：コンプトン・ベネット、アンドリュー・マートン
- 製作：サム・ジンバリスト
- 脚本：ヘレン・ドイチュ
- 音楽：ミッシャ・スポリアンスキー
- 撮影：ロバート・サーティース
- 編集：コンラッド・A・ネルヴィッヒ、ラルフ・E・ウィンタース
- 美術：セドリック・ギボンズ、ポール・グロッセ
- 装置：エドウィン・B・ウィリス
- 衣装：ウォルター・プランケット
- 録音：ダグラス・シアラー

## 映画賞受賞・ノミネーション
- 受賞
  - アカデミー撮影賞（カラー）：ロバート・サーティース
  - アカデミー編集賞：コンラッド・A・ネルヴィッヒ、ラルフ・E・ウィンタース
  - ゴールデングローブ賞撮影賞（カラー）：ロバート・サーティース
- ノミネーション
  - アカデミー作品賞